# Philisca chilensis
Philisca chilensis là một loài nhện trong họ Anyphaenidae.
Loài này thuộc chi Philisca. Philisca chilensis được Cândido Firmino de Mello-Leitão miêu tả năm 1951.